# Simulation of Urban MObility
Simulation of Urban MObility (Eclipse SUMO o simplemente SUMO) es un paquete de simulación de tráfico multimodal, microscópico, portable y de código abierto diseñado para funcionar con grandes redes. SUMO es desarrollado principalmente por empleados del Centro Aeroespacial Alemán y es desde 2017 un proyecto de la Fundación Eclipse.
SUMO cuenta con un conjunto de programas que hacen posible la configuración, ejecución y control de la simulación de tráfico. Es software libre, distribuido bajo la licencia Eclipse Public License 2.0 y GNU General Public License v2.0.

## Aplicaciones
SUMO se utiliza principalmente con fines de investigación. Se puede aplicar en temas de investigación tales como la previsión de tráfico, evaluación de semáforos o selección de rutas, entre otros. SUMO es particularmente popular en el área de la comunicación Car2Car, ya que la licencia de código abierto brinda a los usuarios la oportunidad de realizar cambios en el código fuente del programa.
SUMO se ha utilizado en los siguientes proyectos nacionales e internacionales:
- Soccer
- VABENE
- CityMobil
- iTETRIS
- DRIVE C2X
- COLOMBO